# Esenhugh
Esenhugh (også Eesenhugh) er en gravhøj fra bronzealderen eller yngre stenalder ved Stenodde på friserøen Amrum. Gravhøjen er med en højde på 4,70 og en diameter på 26,5 meter øens største gravhøj. Tidligere foregik også byens biikebrænding på højen. 
Tæt ved højen ligger et gravfelt med en stort antal gravhøje fra vikingetiden. 22 ud af oprindelig 88 høje er bevaret. Fund af rav og torshamre henviser til nordisk bosættelse. Lidt nord for højen strækker sig jordvolden Krümwaal